# Drechsler-palota
A Drechsler-palota néven emlegetett neoreneszánsz stílusú épület Budapesten, az Andrássy út 25. alatt áll, a Magyar Állami Operaház épületével szemben, világörökségi helyszínen. Lechner Ödön és Pártos Gyula tervei alapján épült. Itt működött 1949-től 2002-ig az Állami Balett Intézet, illetve jogutódja, a Magyar Táncművészeti Főiskola. A hányattatott sorsú épület 2023-ban nyílt meg újra a W Hotels Worldwide szállodalánc részeként, a felújítás generáltervezési munkálatait a Bánáti-Hartvig Építész Iroda végezte. Előfordulhat említése MÁV-palota formában is, azonban a Magyar Államvasutak több palotát is építtetett az Andrássy úton, így ez a megnevezés nem egyértelmű.

## Története
A korai francia reneszánsz stílusát tükröző épület háromemeletes, négyhomlokzatos.
Az épületet a MÁV nyugdíjintézetének a  megbízásából Lechner Ödön és Pártos Gyula irodája tervezte. Az épület neve a földszintjén működött egykori híres Drechsler-kávéház tulajdonosának a nevére utal. Drechsler Béla  családneve később az egész épületre átragadt. Egy 1900-as képes levelezőlap az épületet MÁV Nyugdíjintézet palotája - "Drechsler" kávéház és Vendéglő néven, egy másik,  1903-as képes levelezőlap pedig "Drechsler nagy Vendéglő" néven említi.

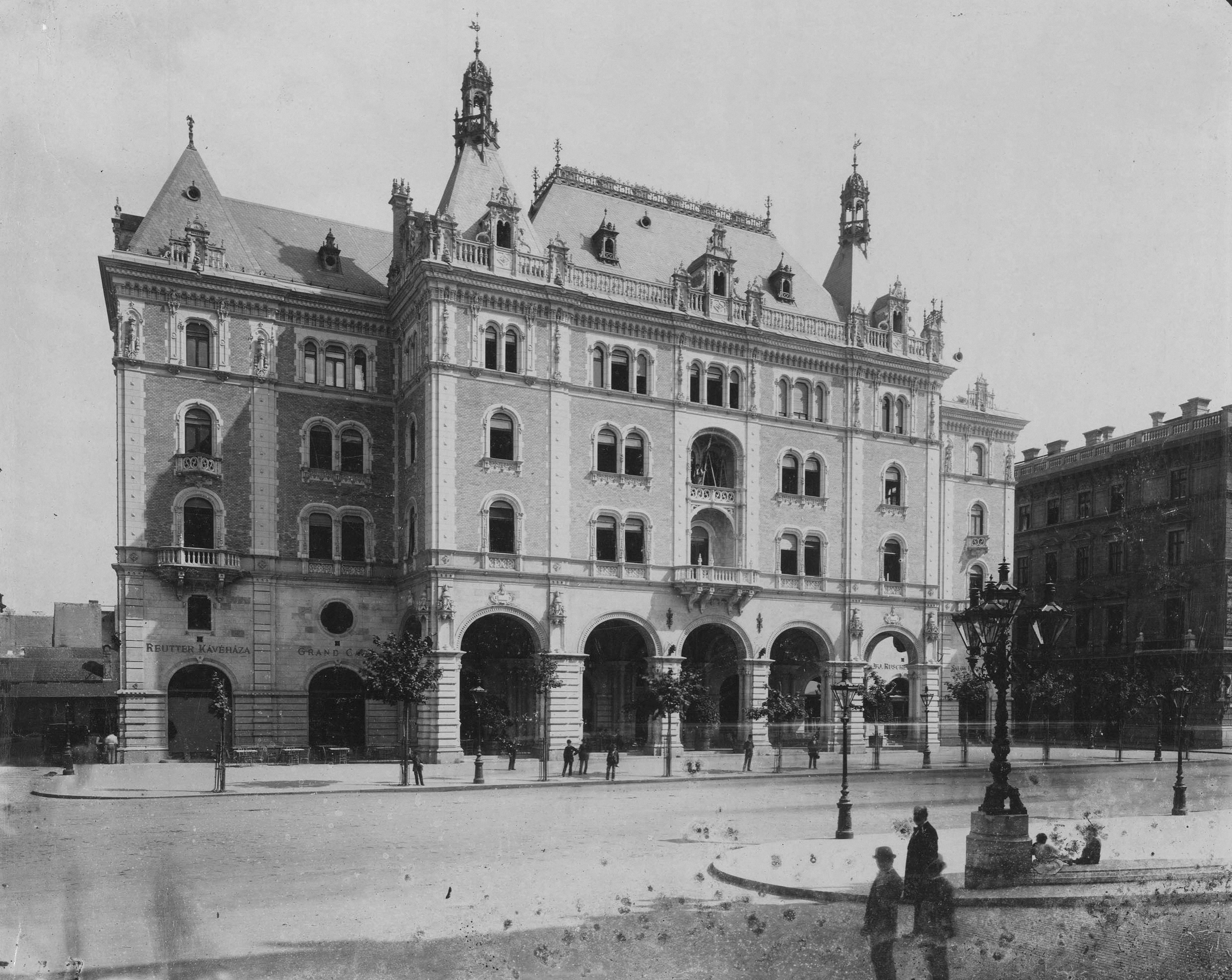
A Drechsler-palota 1900 körül

Az építési engedélyt 1883. május 31-én kapták meg. Lechner Ödön a megbízás elfogadásakor írta:

„Becsvágyam sarkallt, de vigyáznom kellett, hogy az én épületem ne viselkedjék tolakodóan Ybl remekével szemben, mert az udvarhölgy lehet szebb, mint a királyné, de úgy kell, hogy a királyné királyné maradjon.”

A Magyar Állami Operaház Andrássy úti épületével szemközt fekvő épület 1886-ra készült el.
1928-ban nyílt meg felújítva a Drechsler-pince, amelynek beszállítója a Fővárosi Serfőző Rt. volt.
A táncoktatás 1936 novemberében kezdődött az épületben, mikor Nádasi Ferenc balettművész az I. emeleten megnyitotta magániskoláját, majd 1949-től ezekben a helyiségekben kezdett el működni az Állami Balett Intézet (1983-tól Magyar Táncművészeti Főiskola), ami lassan az egész épületet elfoglalta. Az intézmény 2002-ben költözött ki a palotából.

## Használaton kívül
A Drechsler-palotát 1997-ben értékesítette 220 millió forintért a Budapest VI. kerületének Önkormányzata. Ezután több tulajdonosváltozás következett. A tulajdonos az Andrássy 25. Kft., majd egy izraeli tulajdonos, ezt követően egy portugál cég, majd 2014 júniusától a katari uralkodócsalád egyik tagja lett. A vásárló valójában egy luxembourgi cég, a 2015-ben  bejegyzett Balett Properties S.A., amely mögött Jassim Bin Hamad Bin Jassim Bin Jaber Al Thani sejk áll, aki a Katari Iszlám Bank, a világ ötödik legnagyobb iszlám pénzintézetének elnöke, a Credit Suisse Group AG és számos más nemzetközi cég igazgatóságának tagja.
Az épület állaga a Magyar Táncművészeti Főiskola kiköltözése óta folyamatosan romlott. Időnként hírek jelentek meg a sajtóban az épület jövőbeni  hasznosításáról, pl. arról, hogy 2020-ra luxusszállodává alakítják, ez végül 2023-ra történt meg.